# Panzerregiment Großdeutschland
Het Panzerregiment Großdeutschland was een Duits tankregiment van de Wehrmacht tijdens de Tweede Wereldoorlog.

## Krijgsgeschiedenis

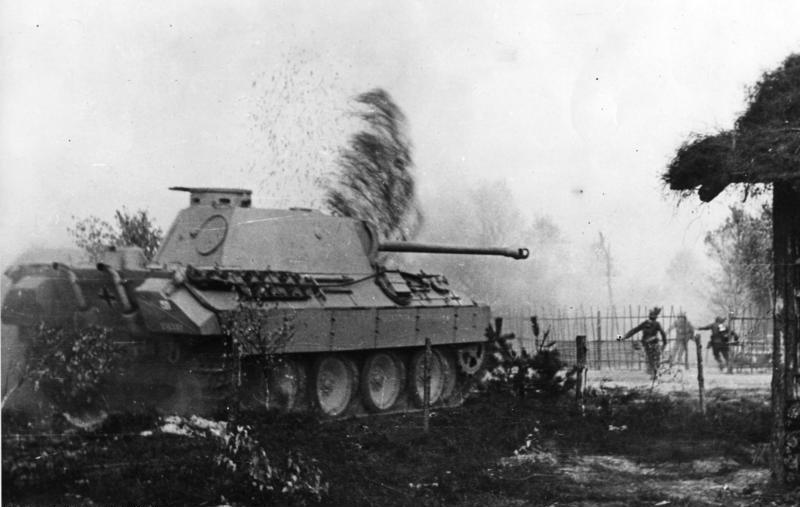
PzKw V Panther van het regiment in Rusland, 1944

Panzerregiment Großdeutschland werd opgericht op 13 januari 1943 uit staf Panzerregiment 203 op Oefenterrein Neuhammer in Wehrkreis VIII. De I. Abteilung werd op 1 maart 1943 gevormd door Pz.Abt. Großdeutschland, de II. Abteilung werd gevormd door omdopen van II./Pz.Rgt. 203 (op 27 januari 1943), de 13e compagnie in Fallingbostel uit 3./Pz.Reg. 203 (op 13 januari 1943).
Het regiment maakte bij oprichting deel uit van de Pantsergrenadierdivisie Großdeutschland en bleef dat gedurende zijn hele bestaan.
Het regiment werd praktisch vernietigd in Oost-Pruisen in april 1945, maar capituleerde officieel (met de magere resten van de divisie) op Bornholm en Fehmarn aan geallieerde troepen op 8 mei 1945.

## Samenstelling bij oprichting
- I. Abteilung met 3 compagnieën (1-3)
- II. Abteilung met 3 compagnieën (5-7)

## Wijzigingen in samenstelling
Op 1 juli 1943 volgde de oprichting van een III.(Tiger-)Abteilung in Sennelager door Pz.Ers. und Ausb.Abt. 500, met de 9e compagnie uit 13./Pz. Reg. GD, de 10e compagnie uit 3./Pz.Abt 501 en de 11e compagnie uit 3./Pz.Abt. 504.

De I. Abteilung werd omgevormd tot een Panther-Abteilung op 15 oktober 1943, maar kreeg pas in voorjaar 1944 zijn Panther’s. De Abteilung werd tussen 29 april en 5 juni 1944 onder bevel geplaatst van de 116e Pantserdivisie om gezamenlijk te trainen. Vanaf 6 juni 1944 ressorteerde de Abteilung direct onder het 15e Leger en vanaf 10 juli 1944 onder bevel van de 6e Pantserdivisie aan het Oostfront. In oktober werd de Abteilung teruggetrokken voor opfris en keerde pas op 15 november 1944 terug bij het regiment.

De I/Pz.Reg. 26 werd per 16 januari 1944 toegevoegd aan Panzerregiment Großdeutschland als Panther-Abteilung en verbleef daar tot 15 november 1944.

Bij de oprichting van Pantserkorps "Großdeutschland" werd de III. Abteilung op 28 december 1944 omgevormd tot Schwere Panzer-Abteilung Großdeutschland en werd daarmee Korpstruppe.

De ll. Abteilung werd eind januari 1945 omgedoopt in II./Pz.Rgt. 102 en kwam bij de Führer-Begleit-Divisie.

## Opmerkingen over schrijfwijze
- Abteilung is in dit geval in het Nederlands een tankbataljon.
- II./Pz.Rgt. Großdeutschland = het 2e Tankbataljon van Panzerregiment Großdeutschland

## Commandanten
| Rang           | Naam                                                    | Begin            | Eind             |
| -------------- | ------------------------------------------------------- | ---------------- | ---------------- |
| Oberst         | Hyazinth Graf Strachwitz von Gross-Zauche und Camminetz | 13 januari 1943  | 1943             |
| Oberst         | Rolf Lippert                                            | 25 augustus 1943 | 4 september 1943 |
| Oberst         | Otto Büsing                                             | november 1943    | februari 1944    |
| Oberst         | Willy Langkeit                                          | 1 maart 1944     | 15 oktober 1944  |
| Oberstleutnant | Bruno Kahl                                              | 20 oktober 1944  | april 1945       |

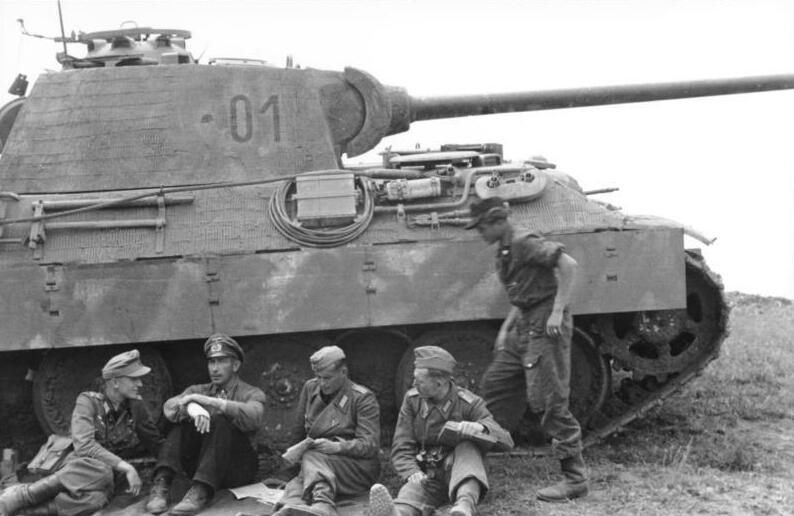
Oberst Willy Langkeit voor een Befehlspanzer V "Panther", mei 1944

Oberst Langkeit raakte zwaar gewond in gevechten bij Memel.

Oberstleutnant Bruno Kahl raakte ook gewond in april 1945.
Panzerregiment 1 · Panzerregiment 2 · Panzerregiment 3 · Panzerregiment 4 · Panzerregiment 5 · Panzerregiment 6 · Panzerregiment 7 · Panzerregiment 8 · Panzerregiment 9 · Panzerregiment 10 · Panzerregiment 11 · Panzerregiment 15 · Panzerregiment 16 · Panzerregiment 17 · Panzerregiment 18 · Panzerregiment 21 · Panzerregiment 22 · Panzerregiment 23 · Panzerregiment 24 · Panzerregiment 25 · Panzerregiment 26 · Panzerregiment 27 · Panzerregiment 28 · Panzerregiment 29 · Panzerregiment 31 · Panzerregiment 33  · Panzerregiment 35 · Panzerregiment 36 · Panzerregiment 39 · Panzerregiment 69 · Panzerregiment 80 · Panzerregiment 100 · Panzerregiment 101 · Panzerregiment 102 · Panzerregiment 116 · Panzerregiment 118 · Panzer-Lehr-Regiment 130 · Panzerregiment 201 · Panzerregiment 202 · Panzerregiment 203 · Panzerregiment 204 · Schweres Panzer-Regiment Bäke · Panzerregiment Brandenburg · Panzerregiment Coburg · Panzerregiment Feldherrnhalle · Panzerregiment Feldherrnhalle 2 · Panzerregiment Hermann Göring · Panzerregiment Großdeutschland · Panzerregiment Kurmark · Panzerregiment von Lauchert · Panzerregiment Major Rettemeier · Fallschirm-Panzerregiment 1 · Fallschirm-Panzerregiment 21 · SS-Panzerregiment 1 LSSAH · SS-Panzerregiment 2 · SS-Panzerregiment 3 · SS-Panzerregiment 5 · SS-Panzerregiment 9 · SS-Panzerregiment 10 · SS-Panzerregiment 11 · SS-Panzerregiment 12